# Карой Берегфі
Карой Берегфі (угор. Beregfy Károly; 13 лютого 1888 — 12 березня 1946, Будапешт) — угорський політичний і військовий діяч, угорський націоналіст, міністр оборони Угорщини в 1944—1945 роках, член регентської ради на завершальному етапі Другої світової війни (країною правив Ференц Салаші), яка керувала Угорщиною з 16 жовтня 1944 по 28 березня 1945.

## Біографія
Народився 13 лютого 1888 року в Црвенка (Воєводина) (ім'я при народженні Карой Бергер). Під час Першої світової війни воював і був важко поранений. З 1939 по 1941 роки керував Королівською військовою академією.
З 1941 по 1944 роки воював спочатку командиром VI корпусу, потім як командувач Третьої армією. У квітні 1944 року був усунений від служби і звільнений з армії в зв'язку з розгромом підлеглих йому військ Червоною армією.
Після окупації Угорщини вермахтом і перевороту Салаші був 16 жовтня 1944 року призначений міністром оборони, одночасно обіймав посаду начальника Генерального штабу в званні генерал-полковника. Брав активну участь у переслідуванні євреїв в Угорщині. 21 жовтня він підписав указ про притягнення всіх євреїв-чоловіків у віці від 16 до 60 і жінок у віці від 16 до 40 до примусових робіт.
30 квітня 1945 року Берегфі був узятий в полон американськими військами і переданий новому угорському уряду. Берегфі був засуджений Народним трибуналом за злочини проти людяності і 12 березня 1946 року був повішений разом із Салаші і Йожефом Гера.